# Parasimpatikus
Parasimpatikus se sastoji od dva dijela: kraniobulbusni i sakralni. Njegova funkcija je osiguravanje životnih funkcija tijekom odmora, oporavak organizma na dnevnoj razini, tijekom bolesti i napora te izlječenje organizma nakon opasnih situacija i suočavanja s problemima.
Većina, čak 90% parasimpatičkih vlakana dolazi u organe putem n.vagusa, živca lutalice. Ime je dobio jer ima veliko polje djelovanja. Najduži je moždani živac i njegova inervacija uključuje pravilno gutanje, razgovor, probavu i krvotok. Ne dovodimo uopće u pitanje njegovu važnost.
Ako je simpatikus odgovoran za “bježi ili bori se” onda je parasimpatikus odgovaran za “odmori i zakrpaj se”. On mora balansirati između životnih zahtjeva koje tražimo da bi organizam bio u homeostazi te sve što simpatikus ubrzava, podiže ovaj usporava i spušta. Oni su kao dva dvojajčana blizanca, isti a različiti, moraju funkcionirati zajedno.
Parasimpatički autonomni živčani sustav je odgovoran za opuštanje mišića, regulaciju krvnog tlaka i otkucaja srca (da ih spusti i umiri), probavu, apsorpciju hrane i nutrijenata, usporava disanje, potiče perifernu cirkulaciju, aktivira imunološki sustav, regulira izbacivanje otpadnih tvari i tekućina.